# Hải lưu Davidson
Trong hải dương học, hải lưu Davidson là một phản hải lưu vùng duyên hải Thái Bình Dương chảy về hướng bắc dọc theo vùng ven bờ miền duyên hải phía tây México và Hoa Kỳ, từ Baja California (Mexico) tới phía bắc California (Hoa Kỳ) ở vĩ độ ít nhất là khoảng 40° vĩ bắc, đôi khi có thể tới vùng duyên hải bang Washington tại vĩ độ khoảng 48° vĩ bắc. Nó thịnh hành trong các tháng mùa đông, nói chung từ tháng 9 tới tháng 2 năm sau. Trong các tháng này, các thay đổi trong các điều kiện về áp suất khí quyển trên Thái Bình Dương đem gió tây nam tới vùng duyên hải California làm cho nước bề mặt chảy về hướng bắc tại mé gần sát đất liền của hải lưu California hoặc phía dưới hải lưu California ở độ sâu khoảng 180 m (600 ft). Tên gọi của nó được đặt theo George Davidson (1825–1911), một nhà thiên văn và trắc địa Hoa Kỳ.